# 相互乗員資格
相互乗員資格（そうごじょういんしかく、英語: Cross Crew Qualification: CCQ）とは、航空機において操縦に共通性のある機種同士の資格に互換性を持たせることである。

## 概要
旅客機は型式ごとに操縦資格が必要であるが、相互乗員資格（CCQ）は操縦に共通性のある機種同士の資格に互換性を持たせることで、操縦資格訓練を共通化するものである。そのため、相互乗員資格が認められた他機種の操縦訓練について単純化・短期化が行える。
ボーイングの場合、極論すればナローボディ機とワイドボディ機の違いでしかないボーイング757と767の間でパイロットの操縦資格が共通化されている。またボーイング777と787ではコックピットレイアウトや操縦感覚などを意図的に似せており、後述の同時定期運航乗務の実現に繋げている。
エアバスについては操縦系統がほかと異なるA300とA310、その派生型を除く全ての型式で、この相互乗員資格が認められている。よって最も小型のA318から世界最大のA380の間にも相互乗員資格が認められていて、いずれかの操縦資格を持つ操縦士は、別の資格を得る時も2週間程度などの短い訓練時間で済む。これによる航空会社の利点は、短い訓練時間で複数の機種を操縦できる操縦士を育成できることで、安価に保有機の運用能力を高められるところにある。
マクドネル・ダグラスにおいても、全長が31mほどでDC-9シリーズ最初の機体であるDC-9-10と、全長が46.5mと約1.5倍ほどあるMD-90も同じ形式限定で乗務することができる。

## 同時定期運航乗務
相互乗員資格はあくまで同一系列にある別機体の操縦資格を得るための訓練期間を短縮するものであり、あるパイロットが同時に乗務可能な機体は一機種に限られるが、これを一歩進めて、一定条件を満たしたパイロットについて定常的に複数の機体への乗務を認めるものを同時定期運航乗務(MFF; Mixed Fleet Flying)と呼ぶ。

### 日本における定期運行乗務
かつては日本でMFFは認められていなかったが、2019年に航空法が改正されてからは2機種間までであれば同時期に乗務することが認められた。2024年現在、日本の国土交通省ではエアバスA320とA380、ボーイング777と787の間でMFFを認めている。